# Ludwigsparkstadion
Il Ludwigsparkstadion è uno stadio calcistico della città di Saarbrücken, in Germania.
Questo stadio ospita le partite casalinghe del Saarbrücken dal giorno dell'inaugurazione, avvenuta il 2 agosto 1953. Oltre alle partite della squadra di casa ha anche ospitato il 28 marzo 1954 una partita per la qualificazione al Mondiale del 1954 tra la nazionale della Saarland, padrona di casa, e la Germania dell'Ovest; questa partita terminò 1-3 per gli ospiti.
Dal 2021 ha anche ospitato i Saarland Hurricanes di football americano, i quali però nel 2024 decidono di cambiare campo di gioco e di trasferirsi a Völklingen. La presidenza della squadra presenta come spiegazione che il cosiddetto "LuPa" (abbreviazione dei tifosi del 1. FC Saarbrücken per il Ludwigsparkstadion) è troppo orientato al settore calcistico